# Osebosch

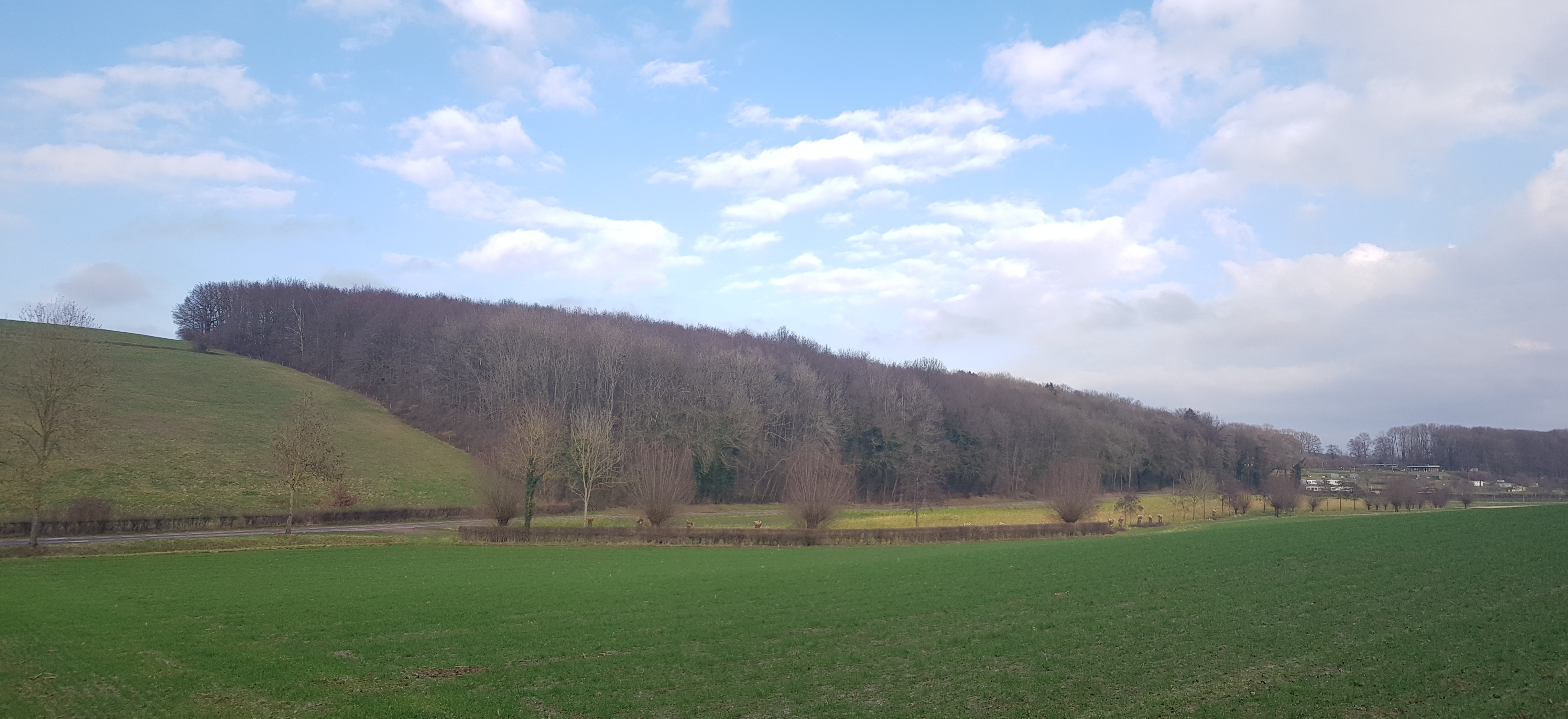
het Osebosch

Het Osebosch is een bos- en natuurgebied in de gemeente Gulpen-Wittem in Nederlands Zuid-Limburg. Het bos ligt ten zuidwesten van Gulpen en ten noorden van Euverem aan de weg naar Reijmerstok. Het bos is een hellingbos op de oostelijke helling van het Plateau van Margraten en de westhelling van het Gulpdal op de helling van de Vosgrub. 
Ten noorden van het bos ligt de Rijksweg (N278), aan de zuidzijde de Reijmerstokkerdorpsstraat. Aan de zuidwestzijde ligt de camping Osebos. Verder naar het westen ligt het Kasteel Neubourg.